# Biblioteket i Binhais kulturcentrum

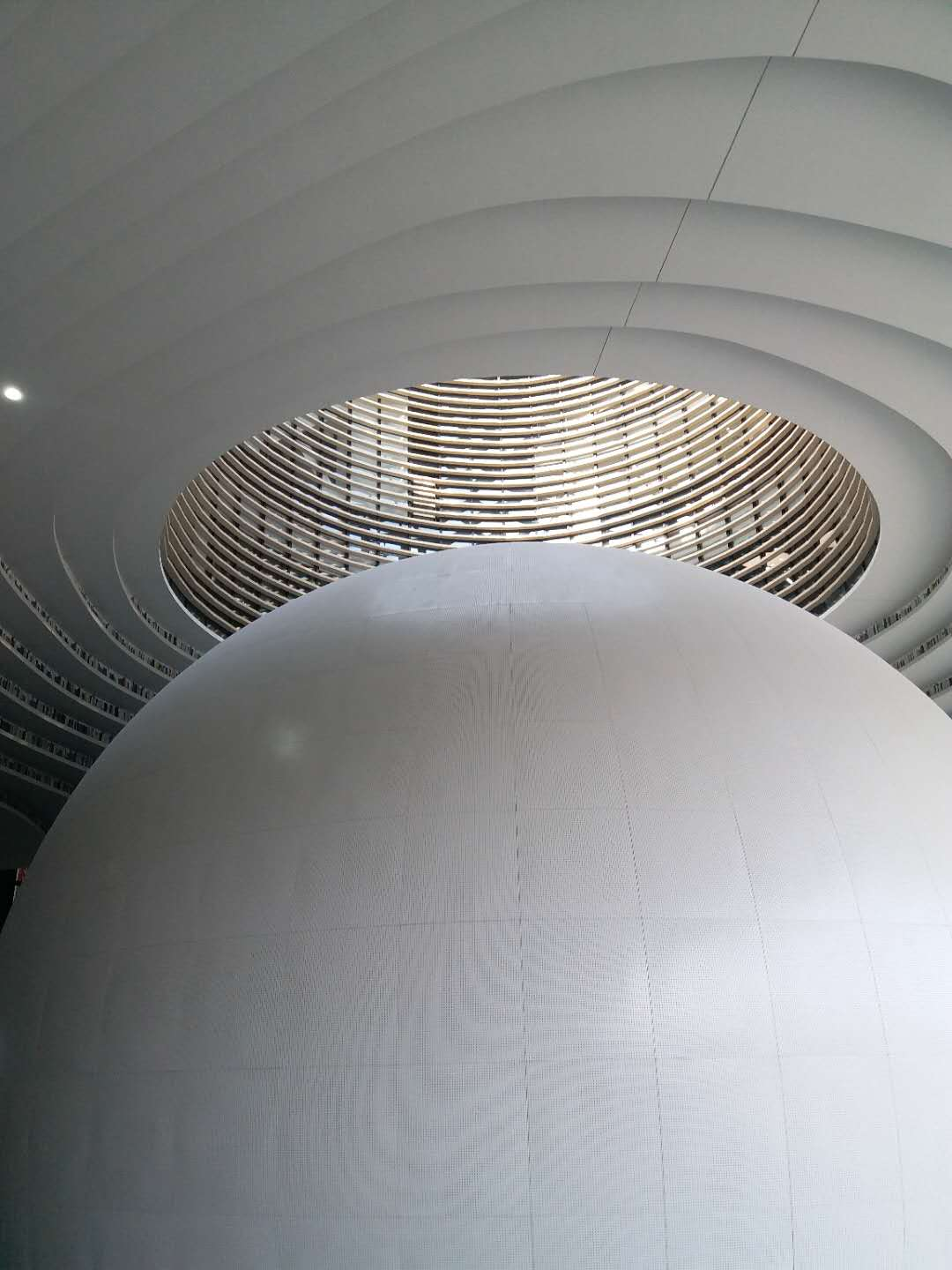
Sfären mitt i biblioteket

Biblioteket i Binhais kulturcentrum (kinesiska: 天津滨海图书馆) är ett bibliotek i Tianjin i Kina, som ingår i Binhais kulturcentrum. Det öppnades i oktober 2017.
Biblioteket har fem våningar med ett golvutrymme på 33 000 kvadratmeter. Huvudhallen är inredd med terrasser med bokhyllor från golv till tak, vilket gör att det finns plats för 1,2 miljoner böcker. I mitten av lokalen finns ett stort sfäriskt rum som tjänstgör som ett auditorium för 110 personer. På första och andra våningarna finns framför allt sittrum och läsrum. I våningarna ovanför finns datorrum, mötesrum och kontor.
Biblioteket i Binhais kulturcentrum har ritats av arkitektbyrån MVRDV i Rotterdam i Nederländerna.